# Ved-lecidella
Ved-lecidella (Lecidella xylophila) är en lavart som först beskrevs av Theodor 'Thore' Magnus Fries, och fick sitt nu gällande namn av Johannes-Günther Knoph och Christian Leuckert. Ved-lecidella ingår i släktet Lecidella, och familjen Lecanoraceae. Enligt den svenska rödlistan är arten akut hotad i Sverige. Arten förekommer i Götaland, Gotland, Svealand och Nedre Norrland. Artens livsmiljö är skogslandskap, våtmarker, jordbrukslandskap.